# Джанлуїджі Лентіні
Джанлуїджі Лентіні (італ. Gianluigi Lentini, нар. 27 березня 1969, Карманьйола) — італійський футболіст, що грав на позиції флангового півзахисника.
Виступав, зокрема, за «Мілан», куди перейшов 1992 року за 13 млн. фунтів, ставши найдорожчим гравцем в історії футболу. Також виступав за національну збірну Італії.

## Клубна кар'єра
Народився 27 березня 1969 року в місті Карманьйола. Вихованець футбольної школи клубу «Торіно». Вже у 16 років, 1986 року, Лентіні був включений до основної команди, що виступала в Серії А. У сезоні 1986/87 і 1987/88 Джіджі зіграв по 11 матчів, але жодного м'яча так і не забив. Після цього сезон 1988/89 проводить в «Анконі», за яку провів аж 37 матчів і забив чотири м'ячі. Після цього Лентіні повернувся в Турин і наступні три сезони був основним гравцем, де під керівництвом Еміліано Мондоніко у стані «гранатових» дійшов до фіналу Кубка УЄФА і третього місця в чемпіонаті 1991/92, а також виграв Кубок Мітропи.
Своєю грою молодий півзахисник зацікавив «Ювентус» і «Мілан». Лентіні практично підписав контракт з «б'янконері», проте в боротьбу за 23-річного вінгера включився міланський суперклуб, який перебив ціну «Ювентуса». Туринський гранд також не хотів здаватись і підіймав суму. Ціна за Лентіні злетіла до позахмарних на ті часи висот. Цей «аукціон» викликав потужну дискусію у світовій пресі. На сумі в 13 мільйонів фунтів «Ювентус» здався і перехід Лентіні в стан «россонері» став найдорожчим в історії світового футболу. У справу втрутився навіть Ватикан. Протягом всієї фінансової війни Ватикан активно протестував проти самого явища — сплати великих грошей за одного футболіста. А коли трансфер відбувся, і була оголошена його сума — 13 мільйонів! — Ватикан піддав анафемі Джанлуїджі Лентіні. Тільки через чотири роки був побитий цей трансферний рекорд, коли Алан Ширер перейшов з «Блекберн Роверс» в «Ньюкасл Юнайтед» за £ 15 мільйонів.
У той час «Торіно» зазнавав серйозних фінансових труднощів, і продаж Лентіні був життєво необхідним. Але фанати клубу були настільки розлючені розставанням зі своїм лідером, що навіть пообіцяли вбити президента «Мілану» Сільвіо Берлусконі. Джанлуїджі повністю виправдав вкладення. У першому своєму сезоні за «Мілан» він зіграв 30 матчів і допоміг клубу завоювати Скудетто. Лентіні швидко став одним з лідерів і мотором команди.
3 серпня 1993 року на трасі П'яченца-Турин Джанлуїджі не впорався з керуванням свого «Porsche-turbo». Машина не вписалася в поворот і, кілька разів перекинувшись, звалилася в кювет, де загорілася. Футболіст дивом залишився живий, але отримав серйозні травми: сильні опіки, безліч переломів, в тому числі й перелом основи черепа. Через годину після аварії Лентіні в коматозному стані доставили в шпиталь, розташований неподалік містечка Асті, де йому була надана перша медична допомога. Після цього футболіста негайно переправили в Турин.. Лентіні декілька днів провів в комі, пройшов величезне число відновних операцій. А поспішав гравець на побачення з жінкою, яка була колишньою дружиною Сальваторе Скіллачі, нападника збірної Італії, який проявив себе на ЧС-1990. Тото Скілаччі все знав і розлучився з невірною дружиною, після чого його кар'єра пішла вниз.
Лентіні ж зумів повернутися у футбол в кінці сезону 1993/94 і навіть виграв з «Міланом» в 1994 році Лігу чемпіонів. У фінальному матчі проти «Барселони» Джанлуїджі вийшов на поле за чотири хвилини до закінчення основного часу поєдинку, замінивши Звонимира Бобана. Але в цілому Лентіні серйозно здав і до того ж став дуже схильний до травм. За наступні три сезони після відмінного дебютного він зіграв за россонері всього 33 матчі.
1996 року Лентіні перейшов в «Аталанту», де грав з майбутньою зіркою Філіппо Індзагі, але провівши лише один рік Джанлуїджі повернувся в рідне «Торіно», з яким у сезоні 1998/99 домігся виходу до Серії А. Саме у наступному сезоні 1999/00 Лентіні востаннє грав у вищому дивізіоні, провівши 24 матчі, проте голів не забивав.
У січні 2001 року Лентіні став гравцем «Козенци», яку очолював Бортоло Мутті, практично домігшись виходу з нею в Серію А, але втрачає цю можливість лише в заключній частині сезону. У 2003 році «Козенца» вилітає з Серії В відразу до Серії D. В цей період Лентіні став капітаном команди й не залишив її, незважаючи на відправлення в нижчі дивізіони, після чого отримує високу оцінку і повагу тифозі клубу. Загалом за 4 сезони в «Козенці» він забив 9 голів у 84 матчах.  
У 2004 році Джанлуїджі переходить в маленьку команду «Канеллі». Тут разом зі своїм другом Дієго Фузером, з яким разом починав кар'єру у «Торіно», у сезоні 2005/06 виводять регіональний клуб в Серію D. Джанлуїджі вносить вагомий внесок в успіхи «Канеллі», забиваючи 19 м'ячів у 29 матчах. Роком пізніше в Серії D він забиває 12 голів у 25 зустрічах за сезон. Проте 6 вересня 2006 року Лентіні знову став учасником небезпечного ДТП: на своєму моторолері він зіткнувся з автомобілем, їдучи на тренування команди. Під час зіткнення Джанлуїджі пошкодив коліна, після чого переніс на них операцію. У наступному сезоні він продовжив контракт з «Канеллі», де грав до 2008 року. 
У сезоні 2008/09 разом з Дієго Фузером Лентіні захищав кольори «Савільянезе» у сьомому за рівнем дивізіоні Італії, після чого у 2009 році 40-річний півзахисник перейшов в аматорську команду «Ніцезе», провів за 3 сезони 8 матчів і забив 2 голи.
Завершив професійну ігрову кар'єру у клубі «Карманьйола», за команду якого виступав протягом сезону 2011/12 років, після чого закінчив грати у футбол у віці 43 років.

## Виступи за збірні
Протягом 1987—1990 років залучався до складу молодіжної збірної Італії, разом з якою був учасником молодіжного Євро-1990, де італійці дійшли до півфіналу. Всього на молодіжному рівні зіграв у 2 офіційних матчах.
13 лютого 1991 року дебютував в офіційних матчах у складі національної збірної Італії в товариській грі проти збірної Бельгії (0:0). Протягом кар'єри у національній команді, яка тривала 6 років, провів у формі головної команди країни лише 13 матчів.
| Дата       | Місто     | Господарі            | Результат             | Гості      | Турнір            | Голи | Примітки         |
| ---------- | --------- | -------------------- | --------------------- | ---------- | ----------------- | ---- | ---------------- |
| 13/02/1991 | Терні     | Італія               | 0 – 0                 | Бельгія    | товариський матч  | -    | вийшов на 67'    |
| 12/06/1991 | Мальме    | Італія               | 2 – 0 д.ч.            | Данія      | Scania Cup        | -    |                  |
| 16/06/1991 | Стокгольм | Італія               | 1 – 1 д.ч. (3-2 п.п.) | СРСР       | Scania Cup        | -    |                  |
| 12/10/1991 | Москва    | СРСР                 | 0 – 0                 | Італія     | Відбір до ЧЄ 1992 | -    | замінений на 58' |
| 19/02/1992 | Чезена    | Італія               | 4 – 0                 | Сан-Марино | товариський матч  | -    | вийшов на 46'    |
| 25/03/1992 | Турин     | Італія               | 1 – 0                 | Німеччина  | товариський матч  | -    | вийшов на 61'    |
| 09/09/1992 | Ейндговен | Нідерланди           | 2 – 3                 | Італія     | товариський матч  | -    | замінений на 90' |
| 14/10/1992 | Кальярі   | Італія               | 2 – 2                 | Швейцарія  | Відбір до ЧС 1994 | -    |                  |
| 18/11/1992 | Глазго    | Шотландія            | 0 – 0                 | Італія     | Відбір до ЧС 1994 | -    |                  |
| 20/01/1993 | Флоренція | Італія               | 2 – 0                 | Мексика    | товариський матч  | -    | замінений на 74' |
| 24/02/1993 | Порту     | Португалія           | 1 – 3                 | Італія     | Відбір до ЧС 1994 | -    | вийшов на 72'    |
| 01/05/1993 | Берн      | Швейцарія            | 1 – 0                 | Італія     | Відбір до ЧС 1994 | -    | вийшов на 64'    |
| 06/11/1996 | Сараєво   | Боснія і Герцеговина | 2 – 1                 | Італія     | товариський матч  | -    | вийшов на 46'    |
| Усього     |           | Матчів               | 13                    |            | Голів             | 0    |                  |

## Титули і досягнення
- Чемпіон Італії (3):

«Мілан»: 1992–93, 1993–94, 1995–96
- Володар Суперкубка Італії (3):

«Мілан»: 1992, 1993, 1994
- Переможець Ліги чемпіонів УЄФА (1):

«Мілан»: 1993–94
- Володар Суперкубка Європи (1):

«Мілан»: 1994
- Володар Кубка Мітропи (1):

«Торіно»: 1991